# Tatakoto (Polinesia Francesa)
Tatakoto es una comuna francesa situada en la subdivisión de Islas Tuamotu-Gambier, que forma parte de la colectividad de ultramar de Polinesia Francesa.

## Composición
La comuna comprende la totalidad del atolón de Tatakoto

## Demografía
| Gráfica de evolución demográfica de Tatakoto entre 1971 y 2012 |
|                                                                |

Fuente: Insee